# Luật Xuất bản 2004
Luật xuất bản 2004 là đạo luật mang số 30/2004/QH11 được Quốc hội nước Cộng hoà Xã hội Chủ nghĩa Việt Nam khoá XI, kỳ họp thứ 6 đã thông qua vào ngày 03 tháng 12 năm 2004 và sau đó được Chủ tịch nước Việt Nam ký Lệnh công bố số 26/2004/L/CTN ngày 14 tháng 12 năm 2004. Luật này có hiệu lực thi hành từ ngày 01 tháng 7 năm 2005. Đây là đạo luật thay thế cho Luật xuất bản năm 1993 và thể chế hóa các quy định trong lĩnh vực xuất bản tại Việt Nam. Sau khi Luật được ban hành thì Ban Tư tưởng Văn hoá Trung ương Đảng Cộng sản Việt Nam đã tổ chức Hội nghị Tổng kết công tác xuất bản năm 2004 và triển khai hoạt động năm 2005, trong đó nhấn mạnh việc triển khai luật này.

## Quá trình xây dựng
Để chuẩn bị cho việc xây dựng luật (sửa đổi, bổ sung luật xuất bản 1993), Bộ Văn hóa Thông tin (Nay là Bộ thông tin và truyền thông) đã tổ chức hội nghị tổng kết 10 năm thi hành Luật xuất bản (vào ngày 16 và 17 tháng 12 năm 2003). Nhiều thực trạng được nêu ra tại hội nghị trong đó có vấn đề sự xâm lấn của các cơ sở làm sách tư nhân vào tất cả các khâu của công tác xuất bản. Ngày 22 tháng 4 năm 2004, Nguyễn Văn An đã chủ trì Ủy ban Thường vụ Quốc hội họp bàn, cho ý kiến về Luật sửa đổi, bổ sung một số điều của Luật Xuất bản trong đó có nhấn mạnh về vấn đề xuất bản tư nhân. Và trong dự thảo Luật Xuất bản sửa đổi cho phép tư nhân tham gia vào tất cả các khâu trong lĩnh vực xuất bản.
Luật được xây dựng khi Việt Nam sắp gia nhập Công ước Berne, dự thảo Luật xuất bản đã sửa đổi, bổ sung điều 49 và thêm một điều mới (điều 50) về nhập khẩu xuất bản... đoàn đại biểu Quốc hội Thành phố Hồ Chí Minh cũng đã tự tổ chức một cuộc hội thảo để lấy ý kiến từ các thành phần liên quan trong ngành xuất bản để trình tại cuộc họp Quốc hội sắp tới. Các đại biểu đã bàn đến tận mọi ngóc ngách vấn đề, từ chữ nghĩa, khái niệm đến các điều khoản... qua hội thảo nhiều vấn đề từ thực tiễn đã được nêu lên, nhiều bức xúc được đưa ra, qua đó làm cơ sở cho việc xây dựng luật được khả thi hơn.
Trước kỳ họp thứ 5 Quốc hội khóa XI, đã có nhiều ý kiến đóng góp liên quan tới nội dung dự án trên được trình bày trong Hội thảo về thực trạng và giải pháp chống in lậu tổ chức gần đây tại Thành phố Hồ Chí Minh, nêu rõ: "In lậu" là thuật ngữ chưa có trong văn bản của Luật Xuất bản do Quốc hội thông qua năm 1993, cũng không xuất hiện trong nghị định của Chính phủ và thông tư của Bộ Văn hóa Thông tin hướng dẫn thi hành Luật Xuất bản trên.
Ngày 29 tháng 5 năm 2004, tại kỳ họp thứ 5 Quốc hội khóa XI, Bộ trưởng Bộ Văn hóa Thông tin Phạm Quang Nghị đọc tờ trình về dự án Luật xuất bản (sửa đổi), nhưng không nhắc đến việc quản lý các xuất bản phẩm trên Internet. Nhà thơ Hữu Thỉnh (đại biểu Quốc hội) đã có phản ứng về việc này (sau đó được tiếp thu trong luật).

## Bố cục
Luật Xuất bản 2004 bao gồm 5 Chương với 46 điều và được trình bày theo bố cục sau đây:
- Chương I: Những quy định chung: gồm 10 điều, từ Điều 1 đến Điều 10 quy định phạm vi điều chỉnh và đối tượng áp dụng của Luật Xuất bản, giải thích từ ngữ, quy định những vấn đề chung, mang tính nguyên tắc của hoạt động xuất bản và khái niệm xuất bản phẩm, về vấn đề bảo hộ quyền tác giả, những hành vi bị cấm trong hoạt động xuất bản...[9]
- Chương II: Lĩnh vực xuất bản: gồm 20 điều từ Điều 11 đến Điều 30 quy định các vấn đề về lĩnh vực xuất bản, như: đối tượng được thành lập, điều kiện thành lập và cấp giấy phép thành lập nhà xuất bản, nhiệm vụ, quyền hạn của cơ quan chủ quản nhà xuất bản, tên gọi của cơ quan chủ quản cũng như tên gọi, tôn chỉ, mục đích, đối tượng phục vụ và trụ sở của nhà xuất bản. Việc xuất bản tài liệu không kinh doanh của cơ quan, tổ chức Việt Nam và tác phẩm, tài liệu của tổ chức, cá nhân nước ngoài, tổ chức quốc tế tại Việt Nam; hoạt động xuất bản trên mạng thông tin máy tính (Internet)...[9]
- Chương III: Lĩnh vực in xuất bản phẩm: Gồm 6 điều từ Điều 31 đến Điều 36 quy định các vấn đề về lĩnh vực in xuất bản phẩm như cấp giấy phép hoạt động in; điều kiện nhận in...[9]
- Chương IV: Lĩnh vực phát hành xuất bản phẩm. Gồm 8 điều từ Điều 37 đến Điều 44 quy định các vấn đề về lĩnh vực phát hành xuất bản phẩm, bao gồm: hoạt động phát hành xuất bản phẩm; cấp giấy phép hoạt động kinh doanh nhập khẩu xuất bản phẩm; kinh doanh nhập khẩu xuất bản phẩm; nhập khẩu xuất bản phẩm không kinh doanh; xuất khẩu xuất bản phẩm hợp tác với nước ngoài về phát hành xuất bản phẩm và xử lý vi phạm trong lĩnh vực phát hành xuất bản phẩm....[9]
- Chương V: Điều khoản thi hành. Gồm 2 điều, Điều 45 và Điều 46 quy định về hiệu lực thi hành của Luật Xuất bản.

## Nội dung cơ bản

### Về phạm vi điều chỉnh và đối tượng áp dụng
Nội dung này quy định tại Điều 1 và Điều 2 của Luật Xuất bản năm 2005.
Về phạm vi, Luật quy định về tổ chức và hoạt động xuất bản, quyền và nghĩa vụ của cơ quan, tổ chức, cá nhân tham gia hoạt động xuất bản. Hoạt động xuất bản bao gồm các lĩnh vực xuất bản, in và phát hành xuất bản phẩm. Nhìn chung luật vẫn điều chỉnh cả ba lĩnh vực xuất bản, in và phát hành, nhưng nó điều chỉnh toàn diện lĩnh vực xuất bản, còn lĩnh vực in và phát hành chỉ điều chỉnh khi liên quan đến xuất bản phẩm.
Về đối tượng áp dụng, Luật Xuất bản áp dụng đối với cơ quan nhà nước, tổ chức chính trị, tổ chức chính trị – xã hội – nghề nghiệp, tổ chức xã hội, tổ chức xã hội – nghề nghiệp, tổ chức kinh tế, đơn vị sự nghiệp, đơn vị vũ trang nhân dân và công dân Việt Nam, tổ chức quốc tế, tổ chức nước ngoài hoạt động trên lãnh thổ Việt Nam và cá nhân nước ngoài cư trú tại Việt Nam. Trường hợp điều ước quốc tế mà Cộng hoà xã hội chủ nghĩa Việt Nam ký kết hoặc gia nhập có quy định khác thì áp dụng quy định của điều ước quốc tế đó.

### "Xuất bản phẩm" và tác quyền
Thuật ngữ "xuất bản phẩm" được quy định một cách cụ thể, rõ ràng và có sự phân biệt rõ với các loại hình khác không được coi là xuất bản phẩm, góp phần đảm bảo sự nhận thức thống nhất, tránh sự mâu thuẫn trong quá trình thực thi Luật. Xuất bản phẩm là tác phẩm, tài liệu về chính trị, kinh tế, văn hoá, xã hội, giáo dục và đào tạo, khoa học và công nghệ, văn học, nghệ thuật được xuất bản bằng tiếng Việt, tiếng dân tộc thiểu số Việt Nam, tiếng nước ngoài và còn được thể hiện bằng hình ảnh, âm thanh trên các vật liệu, phương tiện kỹ thuật khác nhau.
"Tài liệu" được quy định trong Luật Xuất bản bao gồm tài liệu tuyên truyền, cổ động, hướng dẫn học tập, thi hành chỉ thị, nghị quyết của Đảng và pháp luật của Nhà nước, hướng dẫn kỹ thuật sản xuất, phòng chống thiên tai, dịch bệnh; kỷ yếu hội thảo. Băng âm thanh, đĩa âm thanh, băng hình, đĩa hình chỉ được coi là xuất bản phẩm khi được Nhà xuất bản xuất bản hoặc có nội dung thay cho sách.
Luật cũng khẳng định việc bảo đảm quyền phổ biến tác phẩm dưới hình thức xuất bản phẩm thông qua nhà xuất bản và bảo hộ quyền tác giả. Đồng thời, Nhà nước không kiểm duyệt tác phẩm trước khi xuất bản (Khoản 2 Điều 5 Luật Xuất bản 2004). Không một cơ quan, tổ chức, cá nhân nào được lợi dụng quyền phổ biến tác phẩm làm thiệt hại lợi ích của Nhà nước, quyền và lợi ích hợp pháp của cơ quan, tổ chức, cá nhân.

### Các hành vi bị cấm
Điều 10 Luật Xuất bản quy định các hành vi bị cấm trong hoạt động xuất bản là:
- Tuyên truyền chống lại Nhà nước Cộng hoà xã hội chủ nghĩa Việt Nam, phá hoại khối đại đoàn kết toàn dân tộc.
- Tuyên truyền, kích động chiến tranh xâm lược, gây hận thù giữa các dân tộc và nhân dân các nước; kích động bạo lực; truyền bá tư tưởng phản động, lối sống dâm ô, đồi truỵ, hành vi tội ác, tệ nạn xã hội, mê tín dị đoan, phá hoại thuần phong mỹ tục.
- Tiết lộ bí mật của Đảng, Nhà nước, bí mật quân sự, an ninh, kinh tế, đối ngoại, bí mật đời tư của cá nhân và bí mật khác do pháp luật quy định.
- Xuyên tạc sự thật lịch sử; phủ nhận thành tựu cách mạng; xúc phạm dân tộc, vĩ nhân, anh hùng dân tộc, vu khống, xúc phạm uy tín của cơ quan, tổ chức, danh dự và nhân phẩm của cá nhân.

### Việc lập nhà xuất bản
Luật Xuất bản đã quy định theo hướng vừa mở rộng đối tượng được thành lập nhà xuất bản so với Luật Xuất bản năm 1993, vừa giao quyền cho Chính phủ căn cứ vào quy hoạch phát triển ngành xuất bản để cho phép thành lập nhà xuất bản mà không phải sửa đổi Luật Xuất bản. Theo đó, đối tượng được thành lập nhà xuất bản là các cơ quan nhà nước, tổ chức chính trị, tổ chức chính trị – xã hội và các tổ chức khác do Chính phủ quy định. Tổ chức và hoạt động của nhà xuất bản theo loại hình doanh nghiệp kinh doanh có điều kiện hoặc đơn vị sự nghiệp có thu.
Việc thành lập nhà xuất bản phải đảm bảo đủ các điều kiện sau: 
- Có tôn chỉ, mục đích, đối tượng phục vụ phù hợp với chức năng, nhiệm vụ của cơ quan chủ quản
- Có người lãnh đạo nhà xuất bản và đội ngũ biên tập viên đủ tiêu chuẩn theo quy định của Luật Xuất bản[10] Trong các chức danh lãnh đạo nhà xuất bản phải có ít nhất một người hoạt động trong lĩnh vực xuất bản từ ba năm trở lên
- Có trụ sở hoạt động, vốn và các điều kiện cần thiết khác
- Phù hợp với quy hoạch phát triển của toàn quốc hay của từng ngành, từng địa phương.

### Quyền của cơ quan nhà nước
Luật Xuất bản đã giao quyền chủ động thực hiện nhiệm vụ xuất bản cho cơ quan chủ quản, giám đốc, tổng biên tập nhà xuất bản. Đồng thời cũng quy định trách nhiệm cụ thể của các cơ quan và cá nhân đó đối với những nhiệm vụ được giao.
Một điểm mới của Luật Xuất bản (sửa đổi) là quy định cụ thể tiêu chuẩn, nhiệm vụ và quyền hạn của biên tập viên nhà xuất bản, vì đây là một khâu rất quan trọng để bảo đảm chất lượng của các xuất bản phẩm. Và Biên tập viên nhà xuất bản được đứng tên trên xuất bản phẩm đồng thời có quyền khước từ biên tập những tác phẩm mà nội dung có dấu hiệu vi phạm pháp luật về xuất bản.

### Đăng ký xuất bản và thẩm định
Luật Xuất bản bỏ quy định về việc chấp nhận đăng ký kế hoạch xuất bản và chấp nhận đăng ký kế hoạch nhập khẩu xuất bản phẩm. Hàng năm, nhà xuất bản và cơ sở phát hành chỉ đăng ký kế hoạch với Bộ Văn hoá - Thông tin trước khi xuất bản và nhập khẩu xuất bản phẩm.
Luật Xuất bản năm 1993 quy định đối với những tác phẩm cần thẩm định nội dung khi đăng ký kế hoạch xuất bản thì nhà xuất bản và cơ quan chủ quản nhà xuất bản phải có nhận xét, đề nghị cơ quan quản lý nhà nước về xuất bản có thẩm quyền tổ chức thẩm định và tổ chức xuất bản, tái bản. Nhưng Luật xuất bản năm 2005 giao việc thẩm định những tác phẩm cần thẩm định cho nhà xuất bản. Luật cũng quy định những tác phẩm nếu nội dung có dấu hiệu vi phạm những hành vi bị cấm thì nhà xuất bản phải tổ chức thẩm định trước khi đăng ký kế hoạch xuất bản, bao gồm:
- Tác phẩm xuất bản trước Cách mạng tháng 8 năm 1945
- Tác phẩm xuất bản từ năm 1945 đến năm 1954 trong vùng bị tạm chiếm
- Tác phẩm xuất bản từ năm 1954 đến ngày 30 tháng 4 năm 1975 ở miền Nam Việt Nam không do Chính phủ Cách mạng lâm thời Cộng hoà miền Nam Việt Nam cho phép
- Tác phẩm xuất bản ở nước ngoài.

### Về xuất bản trên mạng
Luật Xuất bản 2004 quy định việc xuất bản trên mạng thông tin máy tính phải do nhà xuất bản thực hiện và phải tuân theo quy định của Luật Xuất bản. Chỉ những xuất bản phẩm lưu hành hợp pháp mới được đưa lên mạng thông tin máy tính. Việc đưa xuất bản phẩm lên mạng thông tin máy tính được thực hiện theo quy định của Chính phủ.

## Đánh giá
Theo tiến sĩ Nguyễn Đình Nhã, Cục trưởng Cục Xuất bản, những điểm nổi bật của Luật Xuất bản mới có thể kể đến là tư nhân được coi là một đối tác liên kết công khai, danh chính ngôn thuận với các nhà xuất bản, chấm dứt tình trạng liên kết chui, liên kết lậu kéo dài suốt thời gian qua. Đó là sự cải cách hành chính theo hướng đơn giản hóa thủ tục, phân cấp mạnh cho cơ sở, tạo điều kiện thuận lợi cho các Nhà xuất bản, cơ sở in và phát hành xuất bản phẩm chủ động, sáng tạo trong sản xuất kinh doanh. Đồng thời, có cơ chế quản lý chặt chẽ, tăng cường trách nhiệm của cơ quan quản lý nhà nước đối với hoạt động xuất bản.
Theo ông Phạm Quang Nghị, thì Luật này quy định rất chặt chẽ về quyền tác giải và cơ chế bảo vệ quyền tác giả., còn theo ông Đỗ Quý Doãn, luật đã cho phép nhà xuất bản được liên kết với tư nhân ngay từ khâu tổ chức bản thảo. Các đối tượng được thành lập nhà xuất bản được mở rộng cho các "tổ chức chính trị xã hội và các tổ chức khác do Chính phủ quy định".
Năm 2008, Chính phủ Việt Nam đã có tổng kết đánh giá về Luật xuất bản, theo đó thì Qua gần ba năm thi hành, Luật xuất bản năm 2004 đã tạo bước phát triển mới cho ngành xuất bản. Tính đến năm 2008, Việt Nam có 55 nhà xuất bản, 1200 cơ sở in, 129 công ty phát hành sách quốc doanh và khoảng 12.000 cửa hàng sách và nhà sách tư nhân. Theo đó, mức hưởng thụ bình quân bản sách theo đầu người đã được nâng cao: năm 2004 đạt 2,8 bản sách/người/năm, đến năm 2007 đã đạt tới 3,3 bản sách/người/năm[1]. Tuy nhiên, một số quy định về phát hành xuất bản phẩm của Luật xuất bản năm 2004 chưa phù hợp với cam kết của Việt Nam đối với WTO. Kinh doanh nhập khẩu xuất bản phẩm không còn là độc quyền của doanh nghiệp nhà nước, Xuất bản phẩm nhập khẩu và phân phối theo cam kết của Việt Nam đối với WTO.